# Molendoa kitaibelana
Molendoa kitaibelana là một loài rêu trong họ Pottiaceae. Loài này được Györffy mô tả khoa học đầu tiên năm 1912.